# قصور الغدد التناسلية دماغي المنشأ
يحدث قصور الغدد التناسلية دماغي المنشأ بسبب اضطرابات في منطقة الوطاء أو الغدة النخامية بشكل يؤثر على المحور الوطائي - النخامي - القندي. تنجم الاضطرابات الوطائية عن نقص في إفراز الهرمون المطلق لموجهة الغدد التناسلية GnRH، أما اضطرابات الغدة النخامية فتنتج عن نقص في إفراز موجهات الغدد التناسلية من الغدة النخامية الأمامية. يعد الهرمون المطلق لموجهة الغدد التناسلية المنظم المركزي للوظيفة الإنجابية والتطور الجنسي، يطلق هذا الهرمون من الخلايا العصبية في منطقة الوطاء، ويؤثر على الخلايا المفرزة في الغدة النخامية الأمامية، والتي تعمل بدورها على إفراز موجهات الغدد التناسلية LH وFSH، والتي تؤثر على الغدد التناسلية لتطوير فيزيولوجيا الإنجاب عند البالغين، إذ يعمل هرمون LH على خلايا لايديغ في الخصيتين عند الذكور وخلايا ثيكا في المبيض عند الإناث، أما هرمون FSH فيؤثر على خلايا سيرتولي في الخصيتين والخلايا الجريبية في المبيض الأنثوي. تؤدي الوظيفة المشتركة لهذه الهرمونات إلى إفراز الهرمونات الجنسية من الغدد التناسلية وبدء تكوين الجريبات والنطاف. تشكل الهرمونات الجنسية التي تفرزها الخصيتين والمبيضين جزءًا من حلقة التلقيم السلبي الراجع التي تؤثر على كل من الغدة النخامية الأمامية والوطاء.

## الأنواع
هناك نوعان لقصور الغدد التناسلية دماغي المنشأ: مكتسب وخلقي.
ينتج قصور الغدد التناسلية الخلقي دماغي المنشأ عن تشوهات وراثية تؤدي لزيادة عدد الخلايا العصبية غير الوظيفية في الوطاء أو خلل في الخلايا الغدية المفرزة في الغدة النخامية الأمامية، ويقسم قصور الغدد التناسلية الخلقي دماغي المنشأ إلى نوعين فرعيين حسب حالة الجهاز الشمي، فإذا كان المريض يعاني من فقد حاسة الشم أيضًا يطلق على الحالة اسم (متلازمة كالمان)، أما النوع الآخر فتكون حاسة الشم فيه طبيعية.
أما قصور الغدد التناسلية المكتسب دماغي المنشأ فهو شكل مكتسب من المرض يحدث غالبًا بعد النضج الجنسي ولا يرتبط بعيوب وراثية.

## التشخيص
تعتمد الأعراض السريرية لقصور الغدد التناسلية دماغي المنشأ على وقت ظهور الاضطراب وشدته. تعتبر الاختبارات التشخيصية لقياس مستويات الهرمون المطلق لموجهة الغدد التناسلية GnRH صعبة الإجراء، لأن هذا الهرمون محصور ضمن نظام إفراز محدد، ولأن نصف عمره قصير جدًا (2-4 دقيقة)، ولذلك تفحص مستويات الهرمون المطلق لموجهة الغدد التناسلية بشكل غير مباشر عن طريق قياس مستويات هرمونات LH و FSH والتي ستكون غائبة كليًا أو منخفضة بشكلٍ كبير عند مرضى قصور الغدد التناسلية دماغي المنشأ.
يمكن استخدام العلاج بالهرمون المطلق لموجهة الغدد التناسلية لتشخيص قصور الغدد التناسلية دماغي المنشأ، فإذا كان المريض يعاني من نقص الهرمون المطلق لموجهة الغدد التناسلية بسبب خلل في الوطاء فسترتفع مستويات LH وFSH تدريجيًّا عند العلاج بالهرمون المطلق لموجهة الغدد التناسلية، أما إذا كان الخلل في الغدة النخامية لن تحدث مثل هذه الاستجابة. يُشخص قصور الغدد التناسلية الخلقي دماغي المنشأ في مرحلة المراهقة بسبب عدم تطور علامات البلوغ، ويمكن تشخيصه عند الأطفال في بعض الحالات، أهم الأعراض الرئيسية لقصور الغدد التناسلية الخلقي دماغي المنشأ تأخر أو عدم ظهور علامات البلوغ والخصائص الجنسية الثانوية أو العقم. أما عند الرجال المصابين بقصور الغدد التناسلية الخلقي دماغي المنشأ تكون مستويات الإنهيبين بي منخفضة جدًا لديهم عادةً لأن هذا الإنزيم يدل على فعالية خلايا سيرتولي، وبالنسبة للإناث يكتشف قصور الغدد التناسلية الخلقي دماغي المنشأ بشكل شائع عن طريق انقطاع الطمث الأولي، ويكون نمو الثدي متأخر وشعر العانة قليل. عند الأطفال الصغار المصابين بقصور الغدد التناسلية الخلقي الدماغي المنشأ يلاحظ صغر حجم القضيب وعدم وجود الخصيتين في كيس الصفن (خصية هاجرة) ولا توجد أي علامات واضحة لقصور الغدد التناسلية دماغي المنشأ عند الإناث حديثات الولادة. من العلامات السريرية المهمة عند مرضى قصور الغدد التناسلية الخلقي دماغي المنشأ المصابين بمتلازمة كالمان نقص حاسة الشم بسبب هجرة الخلايا العصبية المفرزة للهرمون المطلق لموجهة الغدد التناسلية من المنطقة الشمية. يمكن تشخيص متلازمة كالمان من خلال التصوير بالرنين المغناطيسي الذي يُظهر تشكلًا غير منتظم أو غير كامل للخلايا الشمية. يعد اختبار وظيفة الغدة النخامية الأمامية مفيدًا لتحديد فيما إذا كان قصور الغدد التناسلية دماغي المنشأ ناتجًا عن فرط برولاكتين الدم.

## العلاج
الهدف الرئيسي من علاج قصور الغدد التناسلية دماغي المنشأ تحفيز حدوث البلوغ وتطوره بشكل طبيعي، وتطور الوظيفة الجنسية والخصوبة وصحة العظام والصحة النفسية. يستخدم العلاج بالتستوستيرون عند الذكور والعلاج بالاستراديول عند الإناث لتحسين نمو الأعضاء التناسلية وظهور الخصائص الجنسية الثانوية والسماح بالنمو العظمي وإغلاق الصفيحة المشاشية، وكذلك تحسين الوظيفة الجنسية. لا يؤدي هذا العلاج لاستعادة الخصوبة لأن الهرمونات النخامية ضرورية لتكوين الحيوانات المنوية عند الذكور وتكوين الجريبات عند الإناث، وإذا رغب المريض بالإنجاب فالحل هو العلاج النبضي بهرمون GnRH أو العلاج بموجهة الغدد التناسلية.
يتضمن العلاج المحفز للغدد التناسلية استخدام موجهة الغدد التناسلية المشيمية البشرية HCG وهرمون FSH عند الذكور. تحفز موجهة الغدد التناسلية المشيمية البشرية خلايا لايديغ في الخصية لإنتاج هرمون التستوستيرون بحيث تزيد مستوياته في البلازما وضمن الخصية، ومع زيادة مستويات هرمون التستوستيرون يتحسن النشاط الجنسي والرغبة الجنسية والصحة العامة للرجل، ومن الضروري أيضًا العلاج بهرمون FSH لتحريض تكوين الحيوانات المنوية من قبل خلايا سيرتولي في الخصية، ومن المهم أيضًا إنتاج أعداد كبيرة من الحيوانات المنوية ذات النوعية الجيدة (أشكال طبيعية وحركة سريعة) لتحقيق الإنجاب. عادة ما يكون علاج الغدد التناسلية بالطرق السابقة عند الرجال كفيلًا بإنتاج حيوانات منوية كافية لحدوث الخصوبة، ومع ذلك يكون عدد الحيوانات المنوية عندهم أقل من الطبيعي.
يهدف علاج قصور الغدد التناسلية دماغي المنشأ في الأنثى لحدوث الإباضة، ويستخدم لهذا الهدف العلاج بهرمون FSH متبوعًا بموجهة الغدد التناسلية المشيمية البشرية HCG وهرمون LH لتحفيز الإباضة. يحفز هرمون FSH الخلايا الجريبية على النضج بينما يعمل هرمون LH على تحريض الخلايا الصفراء على إنتاج الستيروئيدات التي تساعد على نضج الجريب وتجهيز بطانة الرحم للحمل. أما بالنسبة لعلاج فرط برولاكتين الدم الناجم عن قصور الغدد التناسلية دماغي المنشأ تستخدم مضادات الدوبامين لتحسين إفراز هرمون GnRH، إذ يرتبط الدوبامين بمستقبلات خاصة داخل الغدة النخامية الأمامية، وهذا ما يؤدي بدوره لتثبيط إفراز البرولاكتين وتقليل مستوياته في الدم.
بعد العلاج المناسب يمكن أن يصل 10-20% من مرضى قصور الغدد التناسلية دماغي المنشأ لخصوبة طبيعية وإنتاج هرمونات جنسية بمستويات طبيعية بعد العلاج، ما يؤدي إلى عكس قصور الغدد التناسلية، ولكن الآلية التي يحدث فيها هذا الانعكاس غير معروفة ولكن يُعتقد أن هناك آليات عصبية متنوعة تكمن وراءها.